# 犬齒銳齒鯙
犬齒銳齒鱔，為輻鰭魚綱鰻鱺目鯙亞目鯙科的其中一種，分布於印度太平洋區，從查戈斯群島、留尼旺至巴拿馬海域，棲息深度1-30公尺，體長可達250公分，為底棲性魚類，生活岩礁區，屬肉食性，在夜間活動，以章魚、魚類等為食。

## 擴展閱讀
維基物種上的相關：犬齒銳齒鯙